# Transatlantico (film 1925)
Transatlantico (Der Bastard) è un film del 1925, una produzione italo-tedesca, diretto dal regista Gennaro Righelli.

## Trama
« Maria figlia dei Marchesi di Othis, ha donato tutta sé stessa a Sergio, singolare figura d'avventuriero cosmopolita che ha saputo abilmente approfittarsi della inesperta fanciulla. La famiglia di Maria non le ha perdonato il fallo e la giovane mammina vive lontana col suo piccolo bimbo, in attesa che il padre regoli la cosa. Intanto un altro giovine amico della nobile famiglia, Giorgio Gably, ritorna dopo tanto tempo per realizzare un suo sogno d'amore; egli infatti è innamoratissimo di Maria, ma la sua disillusione è terribile quando apprende il suo fallo. Parte dalla casa dei genitori di Maria, deciso a non turbare la giovine, ma il destino vuole che i due s'incontrino. L'incontro è pieno di tristezza e la sera stessa Maria , non sentendosi più sicura, fugge a Parigi col figlio chiedendo all'uomo che l'ha fatta sua, conforto e protezione. Ma a Parigi Maria conosce finalmente chi è Sergio: un avventuriero assetato di godimenti volgari. Finalmente Sergio decide di cambiare vita e con Maria e il figlio partono sul "Transatlantico Incontro" al nuovo mondo. A bordo però c'è anche l'amante di Sergio che viaggia in compagnia di un elegante ozioso e Sergio è subito ripreso dai vezzi dell'amica. Invano Maria protesta: Sergio è un vagabondo dell'amore. Ed ecco allora entrare in scena l'ineluttabile fato. Il Transatlantico si incendia e sta per affondare. Tutti cercano di porsi in salvo: nel terribile trambusto Maria è separata dal suo piccino che è salvato da una famiglia di cinesi. Sull'ultima barca intanto c'è ancora un posto per una donna. L'amante di Sergio si lancia avanti, ma Sergio la ferma e spingendo innanzi Maria grida: Questa! Questa! È madre! E Maria è salva e in seguito a drammatiche peripezie, ritrova il figlio e la felicità con Giorgio [...]».

## Produzione
Il regista Gennaro Righelli e l'attrice Maria Jacobini, sua compagna di vita, hanno scelto di lavorare all'estero, anche a causa della crisi cinematografica italiana, e si sono trasferiti in Germania.
Durante la Repubblica di Weimar l'espansione artistica è forte e il nuovo mezzo che in quegli anni si stava affermando, il cinema conosce un'intensa fase produttiva. Una produzione e un'innovazione tecnica, quella tedesca, che è seconda solo a quella di Hollywood.
Tratto da un romanzo di W. Urville, che qualche anno prima aveva avuto una discreta diffusione, il film è una produzione italo-tedesca, grazie anche alla collaborazione della SAS Pittaluga che ne diventa la società distributrice. Pittaluga invia in Germania il direttore della fotografia Ubaldo Arata e un giovanissimo Sergio Amidei, futuro sceneggiatore e aiuto regista di Roma città aperta.
Una versione di 88 minuti a 18 f/s, restaurata dalla Cineteca di Bologna, è stata presentata al festival cinematografico Il cinema ritrovato del 1997.   

### Testimonianze
Il direttore della fotografia Ubaldo Arata in un articolo autobiografico pubblicato nel 1934 ricorda l'esperienza: «[In Italia] Non era certo facile lavorare con i mezzi tecnici di cui si poteva disporre. Figurarsi il mio ammirato stupore quando capitai a Berlino con Righelli
per girare Il transatlantico. La ricchezza e la modernità degli impianti, delle macchine, dei congegni che le case tedesche possedevano mi diedero la vertigine da principio, ma poi mi misero la febbre addosso accrescendo in me la fiducia nell'avvenire della cinematografia».
Sergio Amidei, in una testimonianza su Pittaluga ricorda così l'esperienza: «Stefano Pittaluga? [...] Io ho cominciato a Torino con lui, come prima comparsa in Maciste all’inferno di Guido Brignone, e sempre per i film di Maciste, finché Pittaluga non mi ha mandato a Berlino al seguito di Ubaldo Arata e Gennaro Righelli per un film ancora muto».

## Critica
«[...] Il film assurge a vera potenza d'arte cinematografica nei magnifici quadri del transatlantico, Maria Jacobini ha riconfermato ancora una volta le sue magnifiche qualità di attrice drammatica. Ottima l'interpretazione di Erich Kaiser-Titz, Rolla Normann, Oreste Bilancia e intelligente la direzione artistica di Gennaro Righelli ».